# Герб Яни Капу
Герб Яни Капу — один з офіційних символів міста Яни Капу АР Крим, затверджений 25 березня 1992 року рішенням Х сесії Красноперекопської міської ради.
Автор — Лев Кружко.

## Опис герба
У синьому полі із золотим розширеним вістрям у перев'яз зліва в першій і третій частинах срібні нитяні шипоподібні балки (три і сім). У вістрі — три лазурових нитяних перев'язи зліва, поверх яких у стовп червона квітка тюльпану із зеленим стеблом та листком.

## Значення символів
Золоте поле уособлює Перекопський перешийок, який омивають води Каркінітської затоки та Сивашу (синє поле з хвилями). Три сині лінії означають залізницю, автостраду та трасу Північно-Кримського каналу. Тюльпан символізує перекопський степ, червоний колір — кохання і життя, зелений  — спокій та надію.